# Audi RSQ e-tron
Pour les articles homonymes, voir Audi e-tron (homonymie).
L’Audi RSQ e-tron est un concept car développé par Audi pour être utilisé dans le film d'animation Les Incognitos sorti en 2019.
En 2021, un prototype du même nom est présenté. Pesant plus de 2 tonnes, cet RSQ e-tron est conçu pour des rallyes.

## RSQ e-tron E2
En septembre 2022, Audi présente une nouvelle version améliorée de ce prototype, baptisée RSQ e-tron E2. Toutefois, comme le précise le designer en chef de ce véhicule, « l'Audi RSQ e-tron E2 ne reprend aucun élément de carrosserie de sa devancière ». Des couches de matériaux composites ont été nécessaires pour alléger ce modèle. L'aérodynamique ainsi que le cockpit ont été retravaillés par les ingénieurs Audi. En revanche, la mécanique est inchangée par rapport à celle de la première version du RSQ e-tron. La puissance atteint 400 ch, tandis que la vitesse maximale est fixée à 170 km/h.
Le RSQ e-tron E2 est utilisé par Audi lors du Rallye du Maroc 2022, puis celui de Dakar 2023.

### Source de la traduction
- (es) Cet article est partiellement ou en totalité issu de l’article de Wikipédia en espagnol intitulé « Audi RSQ e-tron » (voir la liste des auteurs).